# Litera Könyvkiadó (1944–1945)
A Litera Könyvkiadó Temesváron 1944 őszén létesült és 1945 végéig működött magánkiadó és nyomda. 
Magyar nyelven összesen nyolc művet jelentetett meg: Ernyes László, Herczeg-Hermann Zsuzsi és Pető Tibor versesköteteit, Szobotka András, a később ismertté vált szobrász Vasbeton c. poémáját, Szűts László Bor és Plesz Artúr Detasament c. regényeit, egy Modern orosz elbeszélők c. gyűjteményt (mindjárt 1944 őszén), többek között Ilja Ehrenburg, V. Ognyev és Mihail Solohov elbeszéléseivel Fenyves László fordításában és szerző megnevezése nélkül egy Mesedélután a kirgizek között c. könyvet, amelynek alcíme: "Egy hadifogoly feljegyzései."